# Kópasker
Kópasker – miejscowość w północno-wschodniej Islandii, położona na wschodnim wybrzeżu Öxsarfjörður, w zachodniej części półwyspu Melrakkaslétta. Droga nr 85 łączy miejscowość z Raufarhöfn, położonym na wschodnim wybrzeżu tego samego półwyspu. Wchodzi w skład gminy Norðurþing, w regionie Norðurland eystra. W 2018 r. zamieszkiwało je 122 osoby.
Od 1879 roku Kópasker funkcjonowało jako międzynarodowy port handlowy. Dziś większość mieszkańców utrzymuje się z rolnictwa oraz połowu krewetek. 13 stycznia 1976 wioskę nawiedziło silne trzęsienie ziemi, niszcząc przy tym nabrzeże portowe i wiele budynków. Oprócz trzęsienia ziemi na wioskę spadła lawina skalna. W miejscowości znajduje się ośrodek dokumentujący to wydarzenie.
W pobliżu Kópasker znajduje się czerwony kościół, obok którego stoi muzeum ludowe oraz biblioteka. W wiosce jest klub piłkarski Snörtur, który występuje w 3. deild karla. W samej miejscowości znajdują się kawiarnia, supermarket, schronisko, pensjonat oraz pole namiotowe.